# GaindeSat-1A
GaindeSat-1A è il primo satellite del Senegal.
Il satellite, del tipo CubeSat, è stato progettato e realizzato da ingegneri senegalesi in collaborazione con il Centro Spaziale Universitario (CSU) dell'Università di Montpellier in seguito ad un accordo con la stessa università promosso dal governo del Senegal. Il lancio è stato effettuato il 16 agosto 2024 dalla Vandenberg Space Force Base con un razzo vettore Falcon 9. Il satellite, destinato all'osservazione della Terra, è dotato di una telecamera in grado di riprendere immagini del Senegal con una risoluzione di 10 Km e di un sistema di trasmissione e ricezione. I dati raccolti verranno utilizzati da agenzie governative per il monitoraggio del territorio e delle risorse naturali, il miglioramento dell'agricoltura, la gestione delle risorse idriche, le previsioni meteorologiche, la prevenzione dei disastri naturali.